# Quadrastichus liriomyzae
Quadrastichus liriomyzae är en stekelart som beskrevs av Christer Hansson och Lasalle 1996. Quadrastichus liriomyzae ingår i släktet Quadrastichus och familjen finglanssteklar.
Artens utbredningsområde är Taiwan. Inga underarter finns listade i Catalogue of Life.